# آنتونی خریتس
آنتونی خریتس (هلندی: Antonie Gerrits; ۱۵ مهٔ ۱۸۸۵ – ۲۲ ژانویهٔ ۱۹۶۹) دوچرخه‌سوار اهل هلند بود.